# 埃及藍睡蓮
埃及藍睡蓮（學名：Nymphaea nouchali var. caerulea）又名藍睡蓮，已知是延藥睡蓮的變種之一。
如同其他的睡蓮屬植物，本種含有精神性生物鹼：荷葉鹼、阿樸啡（不要與阿樸嗎啡混淆）。它被古埃及文明所知及運用於宗教、文化等方面。
藍睡蓮的圖像可以在古埃及紙莎草和墓穴描繪中找到。據推測，這種花在古埃及文化中被用作精神療癒和薩滿儀式的一部分，可追溯到公元前十四世紀。

## 原產地
它原來的棲息地可能沿著尼羅河和東非其他地區。它在古代傳播得非常廣泛，包括印度次大陸和泰國。
在埃及古老的紙莎草捲軸以及法老的儀式頭飾上隨處可見它們的存在。然而，奇怪的是，今天環顧埃及全境，很難找到這種花在任何埃及生長。

## 古代及現今的運用方式及屬性
該植物實際上是一種天然鎮靜劑，它含有少量生物鹼，與用於鎮靜和抗驚厥的生物鹼高度相似。幾千年來，它被古埃及人用作宗教儀式的一部分，以達到更高的意識水平並與神聖聯繫。他們會將藍睡蓮與風茄與天仙子浸泡在葡萄酒中數週，然後將其用作古埃及神聖的聖禮酒 ( 致幻酒：埃及聖酒 )。（他們說這可以消除酒精的負面影響。）
近代，在美國，藍睡蓮的種植、銷售和購買是合法的。人們採用藍蓮花的方式有三種：燃燒吸食、茶、用葡萄酒釀泡幾週作為酊劑。大約20-30分鐘後，全效開始。古埃及人的祭司將其用於宗教儀式。
現代的運用性質多數以娛樂為主，最基本也最具感受力的運用方式，以泡茶或以酒精釀泡為主，一般多以 10克乾葉為基準，佐以熱水 400cc 泡製 30分鐘以上，其口感帶苦澀，並且乾葉用量越大；泡製時間越長，成效越好，用戶報告其效應是一種 "溫和興奮"，經常出現 "平靜的欣快感" 。有些人使用藍睡蓮幫助緩解抑鬱症。用量過大的副作用報告有：四肢無力感、精神無法集中、視覺變化、生動的夢、嗜睡、腹瀉。

## 藥理學和用途

### 古代用途
有一些證據表明，瑪雅人和古埃及人都深知含有精神活性生物鹼阿樸啡的植物之藥效。
自古藍睡蓮就和釀酒葡萄、茄蔘屬或埃及天仙子（Hyoscyamus muticus）為宗教致幻飲料——埃及聖酒的酒精添加物之一。

### 現今用途
藍睡蓮被用作助眠劑和焦慮緩解劑，但也被描述為溫和的精神興奮劑。精神活性效應、保健效能通常歸因於生物鹼及植物性成份：阿撲啡、荷葉鹼、植物性類黃酮。
- 阿樸啡（英语：aporphine）是一種「非選擇性多巴胺激動劑」之精神活性生物鹼，可用於治療帕金森氏病，因為它可刺激多巴胺受體並改善運動功能。[6]

- 荷葉鹼（英语：Nuciferine）是一種與多巴胺受體阻斷有關的生物鹼。現今，藍睡蓮更被用作助眠劑和焦慮緩解劑。[6]

- 藍睡蓮還含有 "植物性類黃酮flavonoids"：槲皮素quercetin、山奈酚kaempferol、楊梅素myricetin....等抗氧化劑。[7]

　　* 抗氧化劑可與自由基對抗，從而促進身體健康，否則自由基會損害人體細胞。高抗氧化劑的飲食可以降低心臟病、糖尿病、肥胖和某些類型的癌症等慢性疾病的風險。
- 這種植物自古以來就被用來生產香水；它也用於芳香療法。